# كوينسي ديفيس (كرة سلة)
كوينسي ديفيس (بالإنجليزية: Quincy Davis)‏ (بالصينية: 戴維斯) مواليد 16 فبراير 1983 في لوس أنجلوس، هو لاعب كرة سلة تايواني معتزل. بدأ مسيرته الاحترافية في سنة 2006. لعب في دوري السوبر التايواني لكرة السلة كلاعب وسط. حمل الرقم 50. يبلغ طوله 6 قدم 9 بوصة (2.1 م). لعب مع بالينينسيس لكرة السلة وجيانغسو دراجونز.

## روابط خارجية
- كوينسي ديفيس على موقع الاتحاد الدولي لكرة السلة (الإنجليزية)
- كوينسي ديفيس على موقع الدوري التايواني الممتاز لكرة السلة (الصينية)
- كوينسي ديفيس على موقع كرة السلة الأوروبية.كوم (الإنجليزية)
- كوينسي ديفيس على موقع كلية كرة السلة في سبورتس رفرنس.كوم (الإنجليزية)
- كوينسي ديفيس على موقع ريلجم (الإنجليزية)
- كوينسي ديفيس على موقع بروبوليرز (الإنجليزية)